# Drown in My Own Tears
Singles de Ray Charles
Greenbacks
(1955) Hallelujah I Love Her So
(1956)
Drown in My Own Tears, initialement créditée sous le titre I'll Drown in My Tears, est une chanson écrite par Henry Glover. Elle est surtout connu dans la version sortie en single en 1956 par Ray Charles sur le label Atlantic.

## Historique
I'll Drown in My Tears est enregistrée pour la première fois en décembre 1951 par le pianiste de blues Sonny Thompson avec la chanteuse Lula Reed, publiée en avril 1952 sur le label King en face B d'un 78 tours figurant le morceau instrumental Clang, Clang, Clang sur la face A. Le disque est un succès classé no 5 dans le palmarès Rhythm & Blues de Billboard.
Ray Charles, au chant et au piano, enregistre la chanson le 30 novembre 1955 sous le titre Drown in My Own Tears. Il est accompagné par des musiciens de session. Publié en janvier 1956, c'est son troisième single classé no 1 R&B. C'est l'un de ses disques les plus importants de sa période Atlantic, où il domine le classement des singles R&B, et qui l'incite à recruter un groupe de choristes qu'il appellera plus tard les Raelettes.

## Personnel
- Ray Charles : chant, piano
- Cecil Payne : saxophone baryton
- Paul West : basse
- David "Panama" Francis : batterie
- Donald Wilkerson : saxophone ténor
- Joe Bridgewater, Joshua "Jack" Willis : trompette
- produit par Ahmet Ertegün et Jerry Wexler[5]

## Autres enregistrements
- 1961 : Jack McDuff sur son album On with It! (publié en 1971)
- 1962 :
  - Jackie DeShannon en face B du single The Prince
  - Bobby Darin - Bobby Darin Sings Ray Charles
  - Stevie Wonder - Tribute to Uncle Ray
- 1963 :
  - Floyd Cramer - Comin' On (version instrumentale)
  - Dinah Washington - album Dinah '63 et en single
  - Chet Atkins - Our Man in Nashville (instrumental)
- 1965 :
  - Billy Preston - The Most Exciting Organ Ever (instrumental)
  - Spencer Davis Group - You Put the Hurt On Me (EP)
- 1966 : The Righteous Brothers - Go Ahead and Cry
- 1967 :
  - Aretha Franklin - I Never Loved a Man the Way I Love You
  - Percy Sledge - The Percy Sledge Way
- 1969 :
  - Richie Havens - The Richie Havens Record
  - Johnny Winter - sur l'album Johnny Winter et en single
- 1970 :
  - Joe Cocker - album Mad Dogs & Englishmen, dans un medley
  - Houston Person - Person to Person!
- 1972 : Solomon Burke - We're Almost Home
- 1975 : Janis Joplin - Janis (enregistrement live à Austin, Texas, vers 1963 ou 1964)
- 1978 : David Clayton-Thomas - Clayton
- 1980 : Blood, Sweat & Tears - Nuclear Blues
- 1982 : Etta James - Etta, Red-Hot & Live
- 1984 : Johnnie Taylor - This Is Your Night
- 1986 : Simply Red - face B de Holding Back the Years
- 1993 :
  - Jeff Buckley - Live at Sin-é
  - Shirley Horn - Light out of Darkness (A Tribute to Ray Charles)
- 1996 : Jimmy McGriff - One of Mine
- 1997 : Don Shirley - Golden Classics
- 2003 :
  - Jeff Beck and Lulu - Martin Scorsese Presents the Blues: Red, White & Blues
  - Chuck Brown and Eva Cassidy - The Other Side
  - The Derek Trucks Band with Gregg Allman - Soul Serenade
- 2004 : Norah Jones - Ray Genius A Night For Ray Charles (compilation)
- 2011 : Bill Wyman's Rhythm Kings - Live Communication
- 2022 : Edgar Winter - Brother Johnny

,,
D'autres enregistrements incluent celui de Dinah Washington sur la réédition CD de 1998 de The Swingin' Miss "D" (1957), sorti à l'origine sur le label EmArcy Records. La chanson est également interprétée par Simply Red en 1991 au Montreux Jazz Festival, figurant sur l'album live de l'événement.
Prince l'interprète sur scène en 2006 avec sa protégée Tàmar lors du Tàmar Presentation Tour. En 2009, Jeff Beck et Sting l'interprètent au Madison Square Garden de New York lors du 25e anniversaire du Rock and Roll Hall of Fame.

## Utilisation dans les médias
Drown in My Own Tears est utilisée dans plusieurs films ou séries télévisées, parmi lesquels :
- 1987 : La Gagne, film de Ben Bolt et Harold Becker
- 1997 : Ally McBeal, épisode 1 (pilote) La Main aux fesses, chanson interprétée par Vonda Shepard
- 2004 : Ray de Taylor Hackford, interprétée par l'actrice Aunjanue Ellis
- 2008 : Dr House (saison 5, épisode 3), interprétée par les acteurs Hugh Laurie and Michael Weston
- 2009 : Cold Case : Affaires classées (saison 7, épisode 1)